# Peter Sillett
Richard Peter Tudor Sillett (kendt som Peter Sillett) (1. februar 1933 – 13. marts 1998) var en engelsk fodboldspiller. Han spillede for Chelsea og Southampton som højre back, og havde derudover tre optrædener for England.